# Bernard-Jean-Maurice Duport
Pour les articles homonymes, voir Duport.
Bernard-Jean-Maurice Duport, né le 7 août 1762 à Faverges (duché de Savoie) et mort à 16 décembre 1832 à Paris (France), est un magistrat savoyard, député français à la Convention (1793-1798) au cours de la période révolutionnaire.

## Biographie
Bernard-Jean-Maurice Duport est né le 7 août 1762 dans le bourg de Faverges, situé dans le duché de Savoie. Il est issu d'une famille de manufacturiers en soie.
Après des études de droit, il est avocat au Sénat, à Chambéry, depuis 1788. Il est membre de la Loge « Les Sept Amis », Orient de Chambéry, aux côtés du député Jacques-Antoine Balmain.
Le duché de Savoie est unis à la France en 1792. Il est élu député à la Convention par le département du Mont-Blanc. Réélu au Conseil des Cinq-Cents, il y siège jusqu'en 1797. Le 1er juillet 1798, il est nommé membre de la Commission du gouvernement français auprès de la République romaine, à la place de Pierre-Claude-François Daunou. À son retour à Paris, en 1799, il devient membre de la Commission chargée de la codification des lois au ministère de la Justice, et conserve cet emploi jusqu'en 1815. Destitué sous la Restauration, il rentre au ministère de la Justice en 1830.